# Pandhana
Pandhana é uma cidade e uma nagar panchayat no distrito de East Nimar, no estado indiano de Madhya Pradesh.

## Geografia
Pandhana está localizada a 21° 42′ N, 76° 13′ L. Tem uma altitude média de 349 metros (1 145 pés).

## Demografia
Segundo o censo de 2001, Pandhana tinha uma população de 10 999 habitantes. Os indivíduos do sexo masculino constituem 53% da população e os do sexo feminino 47%. Pandhana tem uma taxa de literacia de 64%, superior à média nacional de 59,5%: a literacia no sexo masculino é de 73% e no sexo feminino é de 53%. Em Pandhana, 16% da população está abaixo dos 6 anos de idade.